# Autobusové nádraží Smíchov
Autobusové nádraží Smíchov patřilo ke trojici autobusových nádraží v Praze, která byla vybudována po druhé světové válce na základě koncepce rozvoje veřejné autobusové dopravy. Bylo v provozu v letech 1947–1985 a nacházelo se u Nádražní ulice asi 650 metrů jižně od odbavovací budovy železničního nádraží Praha-Smíchov, severně od zlíchovského lihovaru.

## Historie

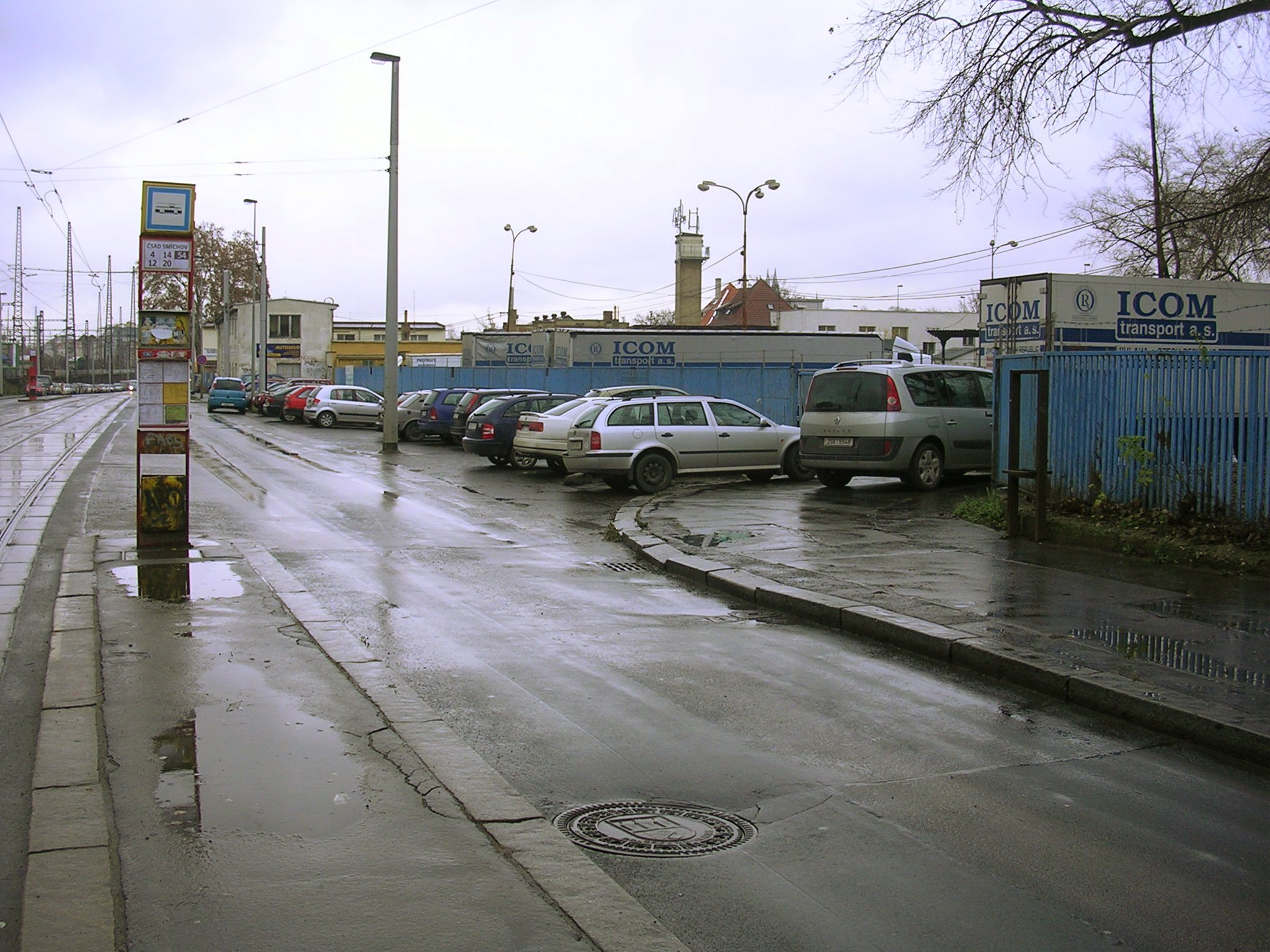
Bývalé autobusové nádraží v prosinci 2009

Koncem roku 1945 zřídilo ředitelství ČSD Praha u Nádražní ulice na Smíchově třetí automobilovou správu. Té zpočátku podléhaly garáže v Berouně a Hořovicích, které se později staly samostatnými dopravními závody ČSAD.
První větší stanoviště meziměstské autobusové dopravy bylo od roku 1947 u Štefánikových kasáren (dnešní náměstí Kinských). Podle koncepce rozvoje veřejné autobusové dopravy, kterou zpracovaly Československé státní dráhy, byla v letech 1947 a 1948 vybudována v Praze tři autobusová nádraží: autobusové nádraží Pankrác, autobusové nádraží Smíchov a ÚAN Florenc. Smíchovské autobusové nádraží bylo otevřeno 13. září 1947 u Nádražní ulice v těsné blízkosti autobusových garáží ČSD. Autobusové nádraží zaujímalo plochu 3000 m² a mělo dvě příjezdová a šest odjezdových stanovišť. V severní části objektu byla situována dřevěná budova, v níž byla čekárna, informační kancelář, úschovna zavazadel a toalety. Ve středu autobusového nádraží se nacházela odstavná plocha pro autobusy. Roku 1949 byla podél Nádražní ulice vystavěna jednopatrová administrativní budova. Vyjížděly odtud autobusy ve směru přes Zbraslav na Štěchovicko, Slapy a Dobříšsko. Autobusové nádraží Praha–Smíchov organizačně spadalo nejprve pod automobilní správu ČSD, později však nespadalo pod přilehlý dopravní závod 103, později 104, ale pod dopravní závod 194 ÚAN Praha-Florenc.
Se zprovozněním linky B metra 3. listopadu 1985 byly autobusové linky převedeny do autobusového stanoviště v lokalitě Na Knížecí u stanice metra Moskevská. Na plochu autobusového nádraží byla rozšířena provozovna dopravního závodu 104 ČSAD KNV Praha n. p., později transformovaná v sídlo a provozovnu státního podniku ČSAD Praha-západ, od roku 2004 v provozovnu společnosti Probo trans, od roku 2006 v odstavné parkoviště kamiónů skupiny ICOM transport. Od roku 2023 se parkoviště používá k delšímu odstavení vozidel příměstské dopravy (linek končících na Smíchovském nádraží), opět se tak místu vrátil kolorit autobusové plochy. 
Na odstavné ploše se dochovaly stopy nástupních ostrůvků. Upomínkou na historii byl také název přilehlé tramvajové zastávky ČSAD Smíchov (dříve nesla název Autobusové nádraží Smíchov); při přestavbě Nádražní ulice v roce 2020 však zanikla i tato zastávka.